# Hochglück
De Hochglück is een 2573 meter hoge bergtop in de Hinterautal-Vomper-keten van de Karwendel in de Oostenrijkse deelstaat Tirol.
Over de zuidkam van de berg loopt een van de langste bergkamklimtochten van het Karwendelgebergte, die verder voert over de toppen van de Kaiserkopf (2506 meter) en Huderbankspitze (2319 meter).
Vooral de nabij de top gelegen Hochglückkar en de Westliche Hochglückscharte (2387 meter) zijn in het voorjaar geliefd bij wandelaars. De top zelf wordt echter zelden beklommen. Wanneer de straat in Eng in de Großer Ahornboden geopend is, komen veel skiërs naar de Hochglück.